# Еленец
Еленец (бел. Елянец) — деревня в Губичском сельсовете Буда-Кошелёвского района Гомельской области Белоруссии.
Рядом залежи кирпичных глин.

## География

### Расположение
В 25 км на юго-запад от районного центра и железнодорожной станции Буда-Кошелёвская (на линии Жлобин — Гомель), 50 км от Гомеля. Деревня окружена смешанным лесом.

### Гидрография
Река Недойка (приток реки Днепр). Улицы деревни  Еленец расположены по обе стороны реки и соединены двумя мостами. В 5 километрах от деревни находится русло Днепра.

## Транспортная сеть
Транспортные связи по просёлочной, затем автомобильной дороге Жлобин — Гомель.
Планировка состоит из прямолинейной улицы, ориентированной с юго-запада на северо-восток, к которой с севера под прямым углом присоединяются два переулка и короткая улица. На юге почти параллельно главной расположена короткая прямолинейная улица. Застройка двусторонняя, деревянными домами усадебного типа.

## История
Обнаруженный археологами курганный могильник (7 насыпей, в 2,5—3 км на северо-восток от деревни, с обеих сторон лесной дороги) свидетельствует о заселении этой территории с давних времён. По письменным источникам известна с XVI века как селение в Минском воеводстве ВКЛ. В 1525—1527 годах село Еленцы упоминается в переписке Василия III и Сигизмунда I по вопросам пограничных конфликтов между Московским государством и Великим княжеством Литовским. После 1-го раздела Речи Посполитой (1772 год) в составе Российской империи, в Недайской волости Белицкого, затем Гомельского уезда Могилёвской губернии. В 1858 году владение помещика Пересвет-Солтана. Работал хлебозапасный магазин. По переписи 1897 года находились: церковно-приходская школа, 4 ветряные мельницы, круподробилка, кузница, трактир. С 1907 года действовало народное училище (62 ученика). В 1909 году 1200 десятин земли, школа, мельница.
В 1925 году в Губичском сельсовете Буда-Кошелёвского района Бобруйского округа.
В 1930 организован колхоз. Во время Великой Отечественной войны в 1943 году оккупанты сожгли 8 дворов и убили 4 жителей. На фронтах и в партизанской борьбе погибли 98 жителей деревни. В память о погибших в 1967 году в центре деревни установлен памятник. По переписи 1959 года в составе колхоза «Авангард» (центр — деревня Старая Буда). Размещались подсобное хозяйство «Поприще», комбинат бытового обслуживания, начальная школа, клуб, библиотека, фельдшерско-акушерский пункт, отделение связи, магазин. В начале 90-х в хозяйстве насчитывалось 2 тысячи голов крупного рогатого скота и более тысячи голов свиней. Машино-тракторный парк состоял из 40 единиц техники и 96 единиц навесного и прицепного оборудования..
До 16 декабря 2009 года в составе Старобудского сельсовета.

## Население

### Численность
- 2004 год — 109 хозяйств, 215 жителей.

### Динамика
- 1858 год — 40 дворов, 399 жителей.
- 1897 год — 103 двора, 701 житель (согласно переписи).
- 1909 год — 119 дворов, 917 жителей.
- 1925 год — 147 дворов.
- 1940 год — 215 дворов, 963 жителя.
- 1959 год — 691 житель (согласно переписи).
- 2004 год — 109 хозяйств, 215 жителей.
- 2020 год — 55 хозяйств 83 жителя